# Gibson (cóctel)
El Gibson es un cóctel de ginebra y vermut seco, y a menudo adornada con una mini cebolla encurtida. En su encarnación moderna, se considera un primo del omnipresente Martini, que se distingue principalmente por adornarse con una cebolla en vez de una aceituna. Sin embargo, las primeras recetas del Gibson, incluida la primera receta registrada (1908), se diferencian más por la forma en que tratan la adición de bíter.

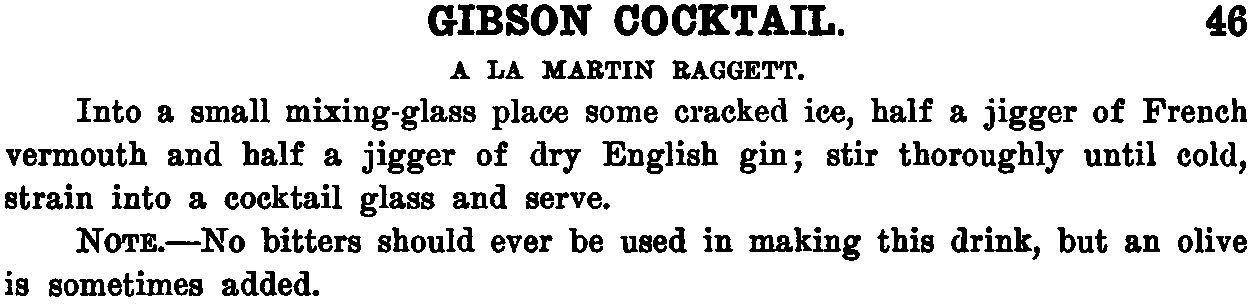
La receta del Gibson de 1908 de William Boothby.

Las recetas previas a la ley seca (1920-1933) omiten el bíter y en vez de una cebolla se decora con un twist cítrico (o sin adorno). La primera receta con cebolla fue de William Boothby en 1908. Algunas fuentes usan otro aderezo que no sea la cebolla en los años 1930 y más allá, pero ninguna usa amargos. La bebida se elabora tradicionalmente con ginebra, aunque el Gibson de vodka también es común.
Al contener una proporción de ginebra ligeramente mayor que el Martini, es más seco que aquel, por lo que algunos lo conocen como Martini extra seco. No existen variantes del Gibson.

## Historia
Se desconoce el origen preciso del Gibson y existen diferentes teorías populares. Pudo haber sido inventado por Charles Dana Gibson, quien creó las populares ilustraciones Gibson Girl. Supuestamente, desafió a Charley Connolly, el cantinero del Players Club en la ciudad de Nueva York, a mejorar un Martini. se cuenta que Connolly simplemente sustituyó la aceituna por una cebolla y le puso el nombre del patrón a la bebida.
Otra versión que ahora se considera más probable relata una entrevista de 1968 con un pariente de un destacado empresario de San Francisco llamado Walter DK Gibson, quien afirmó haber creado la bebida en el Bohemian Club en la década de 1890. Charles Clegg, cuando Herb Caen le preguntó al respecto, también dijo que era de San Francisco, no de Nueva York. Otros informes apoyan esta teoría; A Edward Townsend, exvicepresidente del Bohemian Club, se le atribuye la primera mención impresa del Gibson, en un ensayo humorístico que escribió para el New York World publicado en 1898.
Otra teoría asocia su nombre de Gibson a un agricultor de cebollas de California, como se ve en la revista Hutchings' Illustrated California Magazine: Volumen 1 (p. 194) de James Mason Hutchings en 1857:
Otras historias sobre los orígenes de la bebida presentan a hombres de negocios apócrifos, incluido un diplomático estadounidense que sirvió en Europa durante la ley seca. Aunque se decía que era abstemio, a menudo tenía que asistir a cócteles, donde pedían una copa martinera llena de agua fría, adornada con una cebolla pequeña para poder distinguir su bebida de las demás. Una historia similar involucra a un banquero de inversiones llamado Gibson, que llevaba a sus clientes a los almuerzos de tres martinis típicos del business americano. Supuestamente hizo que el camarero le sirviera agua fría para que pudiera mantenerse sobrio mientras sus clientes se emborrachaban; la guarnición de cebolla de cóctel sirvió para distinguir su bebida de las de sus clientes.
Una tercera versión, apoyada por Kazuo Uyeda en Cocktail Techniques (2000), afirma que los Gibsons comenzaron como Martinis muy secos adornados con una cebolla de cóctel para distinguirlos de los Martinis tradicionales, pero a medida que la afición por los Martinis más secos se hizo popular, la cebolla se convirtió en la única diferencia.
Aunque las guías de los bármanes a veces daban la receta como 1:1 de ginebra y vermú, los primeros Gibsons eran mucho más secos que otros Martinis.
Un Gibson es la bebida que ordena el personaje Roger Thornhill (Cary Grant) en North by Northwest (1959) de Alfred Hitchcock una vez sentado en el vagón restaurante con Eve Kendall (Eva Marie Saint), quien había sobornado al maître con 5 dólares para llevar a Roger a su mesa.
Un Beefeater Gibson (elaborado con ginebra Beefeater) es la bebida que el padre del narrador intenta pedir en el relato  Reunion de John Cheever.
También es la bebida elegida por Beth Harmon y su madre adoptiva en la miniserie Gambito de dama de Netflix (2020).

Es la bebida predilecta de Margo Channing (Bette Davis) y Celeste Holm (Anne Baxter) en la película All About Eve.